# Mûres
Mûres ist eine französische Gemeinde im Département Haute-Savoie in der Region Auvergne-Rhône-Alpes.

## Geographie
Mûres liegt auf 505 m, etwa 13 Kilometer südsüdwestlich der Stadt Annecy (Luftlinie). Das Bauerndorf erstreckt sich an aussichtsreicher Lage im Alpenvorland am Fuß des Semnoz, im Albanais, an einem leicht nach Westen geneigten Hang über dem Tal des Chéran. Die Gemeinde liegt innerhalb des Regionalen Naturparks Massif des Bauges.
Die Fläche des 5,23 km² großen Gemeindegebiets umfasst einen Abschnitt des Albanais. Die westliche Grenze verläuft entlang dem Chéran, der hier eingeschnitten in ein Kerbtal mit mehreren Windungen von Süden nach Norden fließt. Vom Flusslauf erstreckt sich das Gemeindeareal ostwärts über einen steilen Hang und eine Geländeterrasse bis auf das Hochplateau von Viuz-la-Chiésaz, auf dem mit 593 m die höchste Erhebung von Mûres erreicht wird. Der Hang wird durch die Tälchen kleiner Seitenbäche des Chéran untergliedert.
Zu Mûres gehören neben dem eigentlichen Ortskern mehrere Weilersiedlungen und Gehöfte, darunter: 
- Les Balmettes (485 m) auf einem Vorsprung über dem Tal des Chéran
- Chessy (525 m) am Westabhang des Plateaus von Viuz-la-Chiésaz
- Le Crêt (550 m) auf dem Plateau von Viuz-la-Chiésaz

Nachbargemeinden von Mûres sind Alby-sur-Chéran im Norden, Viuz-la-Chiésaz im Osten, Gruffy im Süden sowie Héry-sur-Alby im Westen.

## Sehenswürdigkeiten
Die Dorfkirche Saint-Donat wurde im 17. Jahrhundert erbaut und im 19. Jahrhundert vergrößert; der Glockenturm stammt von 1865. Daneben steht das 1738 erbaute Pfarrhaus. Im Weiteren sind das ehemalige Château de Pierrecharve und der Herrschaftssitz Balmettes zu erwähnen.

## Bevölkerung
| Jahr                       | 1962 | 1968 | 1975 | 1982 | 1990 | 1999 |
| Einwohner                  | 290  | 264  | 266  | 320  | 472  | 650  |
| Quellen: Cassini und INSEE |      |      |      |      |      |      |

Mit 882 Einwohnern (Stand 1. Januar 2022) gehört Mûres zu den kleinen Gemeinden des Département Haute-Savoie. Im Verlauf des 19. und 20. Jahrhunderts nahm die Einwohnerzahl aufgrund starker Abwanderung kontinuierlich ab (1861 wurden in Mûres noch 504 Einwohner gezählt). Seit Mitte der 1970er Jahre wurde jedoch dank der schönen Wohnlage wieder eine markante Bevölkerungszunahme verzeichnet.

## Wirtschaft und Infrastruktur
Mûres war bis weit ins 20. Jahrhundert hinein ein vorwiegend durch die Landwirtschaft geprägtes Dorf. Daneben gibt es heute verschiedene Betriebe des lokalen Kleingewerbes. Mittlerweile hat sich das Dorf auch zu einer Wohngemeinde entwickelt. Viele Erwerbstätige sind Wegpendler, die in den größeren Ortschaften der Umgebung und im Raum Annecy ihrer Arbeit nachgehen.
Die Ortschaft liegt abseits der größeren Durchgangsstraßen nahe einer Departementsstraße, die von Alby-sur-Chéran nach Gruffy führt. Eine weitere Straßenverbindung besteht mit Viuz-la-Chiésaz. Der nächste Anschluss an die Autobahn A41 befindet sich in einer Entfernung von rund 6 km.